# Рогец
Рогец (нім. Rogätz) — громада в Німеччині, розташована в землі Саксонія-Ангальт. Входить до складу району Берде. Складова частина об'єднання громад Ельбе-Гайде.
Площа — 23,86 км2. Населення становить 2152 ос. (станом на 31 грудня 2021).

## Галерея

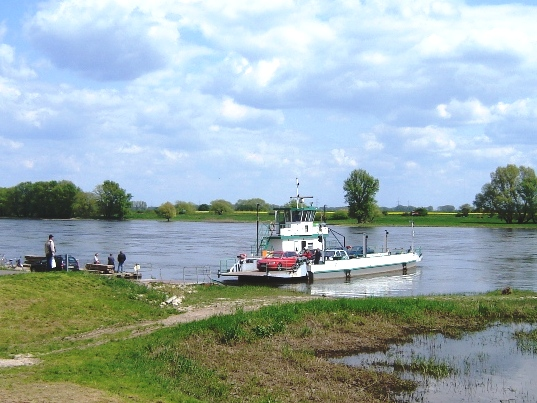
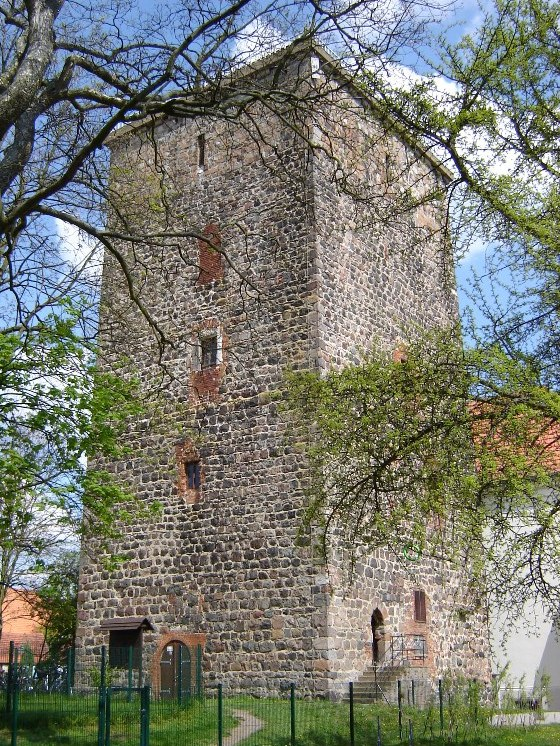
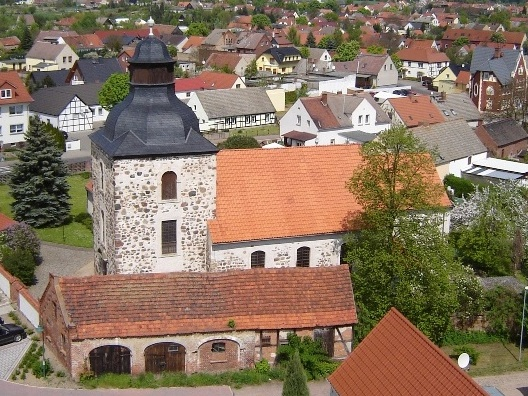
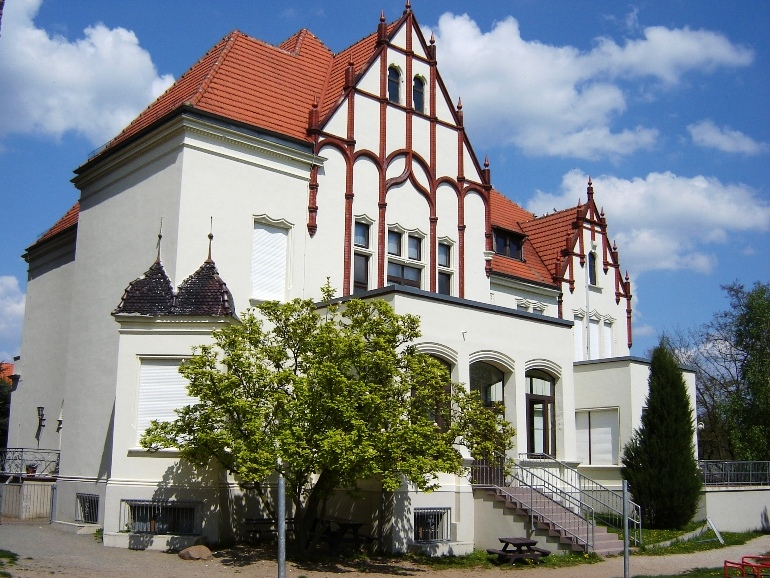